# Phyllonorycter comparella
Phyllonorycter comparella ist ein Schmetterling aus der Familie der Miniermotten (Gracillariidae).

## Merkmale
Die Falter von Phyllonorycter comparella zählen zu den Kleinschmetterlingen. Sie besitzen eine Körperlänge von 2,5–3 mm sowie eine Flügelspannweite von etwa 8 mm. Die Vorderflügel der Falter besitzen eine weiße Grundfärbung und sind mit grau-braunen Sprenkeln und Flecken gemustert.

## Verbreitung
Phyllonorycter comparella ist in Europa weit verbreitet. Ihr Vorkommen reicht von der Iberischen Halbinsel und Sizilien bis ins Baltikum und Finnland sowie nach Bulgarien. Außerdem ist die Art in Großbritannien, im europäischen Teil Russlands sowie im Nahen Osten vertreten.

## Lebensweise
Die Art bildet zwei Generationen pro Jahr. Die Falter der Sommergeneration beobachtet man gewöhnlich im August, die der überwinternden Herbstgeneration ab Oktober. Wirtspflanzen der Mottenart bilden die Grau-Pappel (Populus × canescens) und die Silber-Pappel (Populus alba), seltener die Schwarz-Pappel (Populus nigra). Die Raupen entwickeln sich in einer meist ovalförmigen Platzmine auf der Unterseite der Blätter ihrer Wirtspflanzen. Die Minen verursachen keine ausgesprochene Wölbung der Blätter. Die Blattoberseite ist jedoch im Bereich der Mine blass gesprenkelt. Schließlich verpuppt sich die Raupe in einem Kokon.

## Bilder

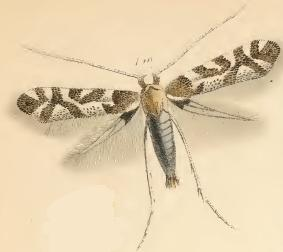
Illustration
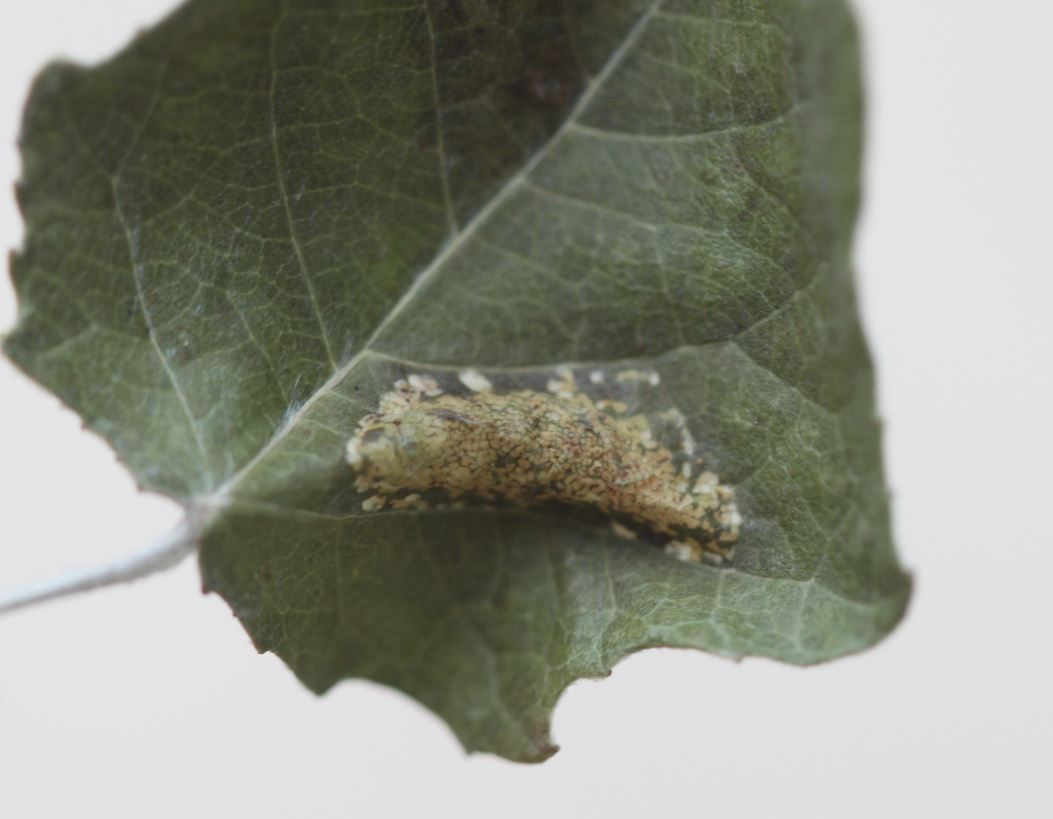
Blattoberseite einer Silber-Pappel mit Platzmine einer Raupe
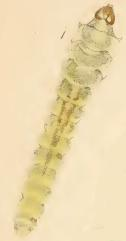
Raupe
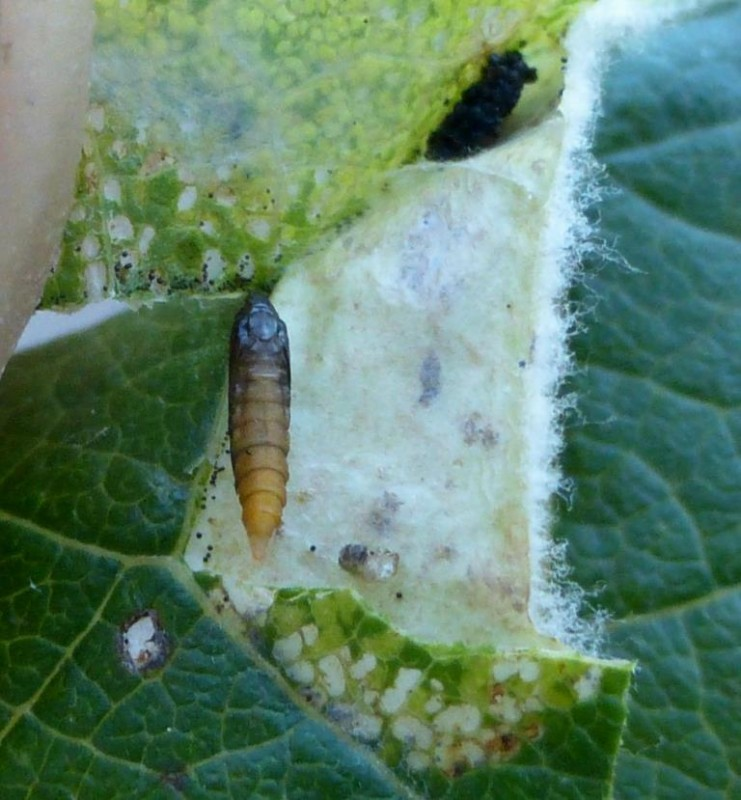
Puppe

## Taxonomie
In der Literatur finden sich folgende Synonyme:
- Elachista comparella Duponchel, 1943
- Lithocolletis cerrutiella Hartig, 1952
- Lithocolletis comparella
- Phyllonorycter cerrutiella